# Klänhammer Speicher

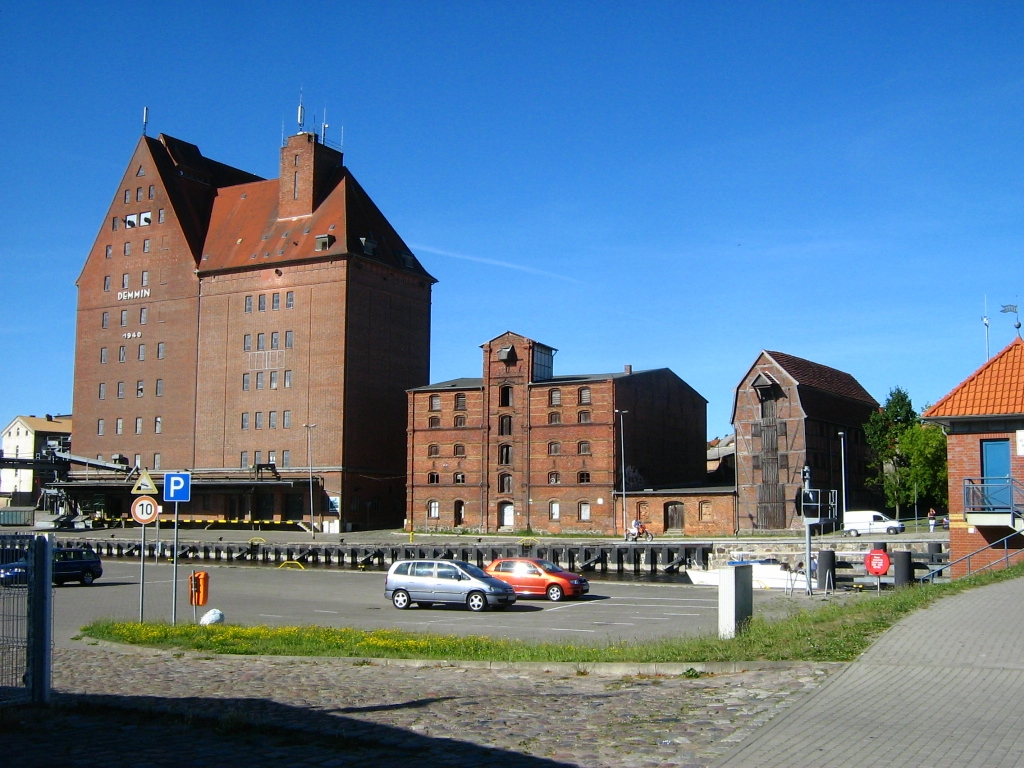
Von links: Klänhammer, Berliner und Lübecker Speicher

Der große Klänhammer Speicher am Hafen in Demmin (Mecklenburg-Vorpommern), Am Bollwerk 7, wurde 1940 gebaut und hat zusammen mit dem Berliner Speicher (1900) und dem Lübecker Speicher (1815) eine städtebaulich prägende Bedeutung als ein Wahrzeichen von Demmin.
Das Gebäude steht unter Denkmalschutz.

## Geschichte

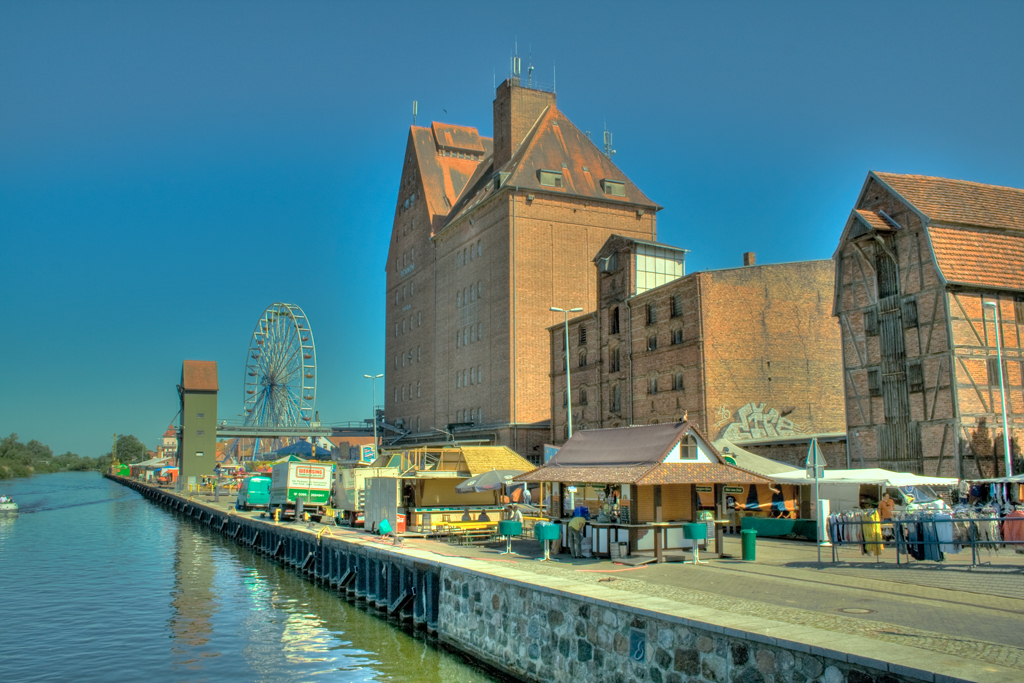
Blick von der Kahldenbrücke, 2006

Die Hansestadt Demmin mit 10.523 Einwohnern (2020) wurde als Burg und civitas maxima 1075 erstmals erwähnt. 
Der sechs- bis siebengeschossige verklinkerte Speicher wurde ab 1935 für den Großkaufmann Otto Klänhammer gebaut und bis 1940 erweitert. Er zählte zu den Reichseinheitsgetreidespeichern. 1939 wurde hier die Peene begradigt. Die Getreideanlieferungen der Speicher erfolgte auch durch die Hafenbahn Demmin.
Das moderne Stahlbetonsilo dient auch aktuell zur Getreidelagerung und wurde ergänzt durch zwei neue runde Silos. 100 Meter stromaufwärts steht am Hanseufer ein 1925 errichteter umgebauter Speicher.